# ࣁ
Che petit v suscrit ‹  › est une lettre additionnelle de l’alphabet arabe utilisée dans l’écriture du hindko. Elle est composée d’un che ‹ چ › diacrité d’un petit v suscrit.

## Représentation informatique
Le che ouvert petit v suscrit peut être représenté avec les caractères Unicode suivants (arabe étendu A) :
| formes | représentations | chaînes de caractères | points de code | descriptions                |
| ------ | --------------- | --------------------- | -------------- | --------------------------- |
| lettre | ࣁ               | ࣁ                     | U+08C1         | lettre arabe tchim’ petit v |